# بير برلين
بير برلين (بالسويدية: Per Berlin)‏ هو مصارع هاوي سويدي، ولد في 1 أغسطس 1921 في Södra Sandby ‏ في السويد، وتوفي في 22 ديسمبر 2011 في لاندسكرونا في السويد.

## وصلات خارجية
- بير برلين على موقع قاعدة بيانات المصارعة الدولية (الإنجليزية)
- بير برلين على موقع أوليمبيديا (الإنجليزية)
- بير برلين على موقع اللجنة الأولمبية السويدية (السويدية)